# Gilles Thomé
Pour les articles homonymes, voir Thomé.
Gilles Thomé est un clarinettiste français et facteur de réplique de clarinette ancienne et de cor de basset.

## Biographie
Gilles Thomé commence l'étude de la clarinette à  l'âge de neuf ans et se perfectionne  au conservatoire de Versailles dans la classe d'Henri Dionet (1976-1979) puis à Paris avec Guy Deplus et Roland Simoncini.
En 1979, son premier contact avec la clarinette ancienne a lieu lorsqu'un camarade apporte lors de ses études à Versailles deux exemplaires de clarinette baroque en buis et qu'il essaie d'en jouer après avoir gratté une anche pour un bec ancien; le résultat sonore est peu satisfaisant mais cela déclenche un premier attrait pour les instruments anciens et les compositions historiques en s'interrogeant sur leurs qualités et limites. En 1981, il se procure sa première clarinette à six clefs mais sans le bec. Il y adapte un bec en ébène et commence à  étudier la musicologie et les interactions entre les compositeurs, leurs œuvres et les limites des instruments anciens.
Dès 1984, en tant que facteur de clarinette, il entreprend des recherches spécialisées afin de reconstituer des chalumeaux, clarinettes de basset et cors de basset du XVIIIe siècle et du début du XIXe siècle siècle et obtient une bourse d'études de deux années du Ministère de la Culture pour une formation au métier de facteur d'instrument à vent. Il étudie en stage chez Henry Gohin, facteur de flûtes à bec à Paris. Il joue en soliste sur ses propres instruments pour interpréter les œuvres concertantes de Graupner, Molter, Mozart, Alessandro Rolla, Carl Stamitz, Telemann, Vivaldi avec des ensembles de musique baroque Les Musiciens du Louvre, Le Concert Spirituel, Mosaïques, Zéfiro, L'Orchestre Baroque de Montauban, L’Orchestre Baroque de Francfort, L’Ensemble Matheus...
Pendant ses deux années d'apprentissage, il fabrique des fac-similés d'instruments détenus dans divers musées européens avec lesquels il se produit en concert : 
- un cor de basset de Friedrick Gabriel August Kirst (1750-1806), pour jouer le concerto  pour clarinette KV. 622 de Mozart en 1984 ;
- une clarinette à deux clefs en ut de Thomas Conraed Boekhout (1665-1715), pour les concertos pour deux hautbois et deux clarinettes F XI n°11 et F III n°23 de Vivaldi en juin 1985 ;
- une clarinette à neuf clefs d'Heinrich Grenser (1764-1813), pour jouer une Sonate de Franz Danzi et le lied  Der Hirt auf dem Felsen de Franz Schubert en octobre 1985 ;
- une petite clarinette en ré à trois clefs de I. Scherer (1730-1764), pour les cinq concertos de Johann Melchior Molter.

En 1995, il enregistre en première mondiale l’intégrale des concertos avec clarinettes et chalumeaux de Vivaldi qui obtient de nombreuses récompenses ("Diapason d’Or" en mars 1996 (France), "Premio Internazionale del Disco Antonio Vivaldi, Fondazione Cini Venezia " (Italie), "Gramophone" (GB), "Prix de l’Académie Charles-Cros" en 1997 (France)...).
A l’occasion d’une rencontre avec le musicoloque américain Howard Chandler Robbins Landon, Gilles Thomé fonde avec Lorenzo Coppola et Gili Rinot, "L’Harmonie Bohémienne", ensemble de cors de basset inspiré de « L’Harmonie Impériale de Joseph II à Vienne ». Avec cette formation, il effectue un enregistrement en première mondiale de l’intégrale des trios à trois cors de basset K 439b de Mozart. Il entreprend la reconstitution d’un cor de basset en sol et la restitution de l'esquisse du concerto K621b pour cor de basset de Mozart,. Ce concerto est  joué en 1994 en première mondiale au Mans en la présence de la musicologue Brigitte Massin, spécialiste de Mozart. Pour cela, il est lauréat de la Fondation de France et obtient un prix académique de la SACEM. Le disque Une Soirée chez les Jacquin constitue l'aboutissement de longues années de recherches restituant l’ambiance conviviale et musicale du cercle des amis les plus proches de Mozart.

« Le concerto et le cor de basset en sol
Il y a dans cet enregistrement discographique une pièce qui a un place particulière : l’esquisse du concerto pour cor de basset en sol KV 621b ... qui, au demeurant, a bien pu être jouée dans un grand salon des Jacquin.
Au départ, intéressé en tant qu’interprète par le concerto pour clarinette KV 622, j’ai voulu en étudier le manuscrit. La seule trace manuscrite qui nous en reste aujourd’hui est une esquisse pour cor de basset en sol commencée en 1787, antérieure à la version définitive en la majeur terminée le 7 octobre 1791. Très vite, j’ai acquis la certitude que le cor de basset pour lequel Mozart avait écrit était un instrument extrêmement sophistiqué techniquement : en effet, il lui demande des notes qui ne sont possibles qu’avec un ravalement chromatique ...
Mais au-delà de l’aspect technique, ma curiosité principale et essentielle était d’entendre comment cette œuvre pouvait sonner en sol. Car enfin, ce n’est pas la clarinette, aussi sophistiquée soit elle, qui a donné l’idée à Mozart d’écrire cette merveilleuse page. Malheureusement aucun cor de basset en sol fabriqué vers 1787, de surcroît avec ravalement chromatique n’est parvenu jusqu’à nous ...
Très vite, j’ai pensé que cette esquisse était destinée à Anton Stadler, l’ami et frère maçon de Mozart. Stadler appréciait non seulement le timbre du registre grave, mais il voulait aussi un concerto qui mette en valeur sa virtuosité et ses capacités d’expression. C’est sans doute lui qui fait éliminer la forme courbe du cor de basset, et c’est encore lui qui a du écarter le cor de basset en fa, trop lourd à gérer pour un concerto où il veut briller. Du coup, il semble logique qu’à ce moment, il se rabatte sur un cor de basset en sol, et l’instrument marche tellement bien que Mozart, enthousiasmé, commence pour lui, en 1787, un concerto délirant !
J’ai été passionné par la découverte de l’alchimie née entre Mozart et Stadler et qui avait abouti à ce cor de basset en sol. J’avais envie d’en savoir plus. Mais je dois dire que seul le musicologue HC Robbins Landon a bondi d’enthousiasme et j’en profite pour lui adresser toute ma gratitude pour m’avoir soutenu tout au long de ma recherche. Je remercie également Jean-Marc Andrieu et l’Orchestre Baroque de Montauban qui m’ont permis en 1994 de jouer le concerto en sol, en entier, pour la première fois devant ... 1450 personnes dans la cathédrale du Mans, en présence de Brigitte Massin.
Pendant cette recherche, il a fallu tout recréer : orchestration de l’esquisse et surtout l’instrument... Mozart n’aurait pas écrit des choses aussi difficiles si Stadler peinait sur un instrument inabouti. C’était à la fois le potentiel de Stadler et la possibilité acoustique de l’instrument qui avaient inspiré Mozart.
Je me suis questionné : Mozart voulait ce concerto en sol avec une orchestration réduite, sans les bassons. Pour ce dialogue constant qu'il instaure entre le soliste et l'orchestre, c'était bien un instrument doux et intime qu'il lui fallait. Et quel instrument jouait Stadler? Un Heinrich Grenser peut-être? Mais non, il jouait bien sur un Lotz! Et nous avons le témoignage de leur collaboration l’année suivante parce que Stadler annonce lui-même sur le programme d'une Académie à Vienne, le 20 février 1788, qu'il jouera sur une clarinette de basset " Lotz ".
J’ai mis 7 ans effectivement à faire aboutir ce projet, mais l’enjeu était de taille : proposer mon hypothèse de cor de basset en sol avec ravalement chromatique d’après Lotz permettai l’exécution pour la première fois de 2 partitions de la main de Mozart qui n’avaient jamais pu être jouées faute d’instrument approprié : l’esquisse du concerto KV 621b et le nocturne KV 437... »

— Gilles Thomé,, 1999.
En 2004, il réalise une réplique jouable en concert du cor de basset « d'amour » à 10 clefs anonyme exposé au musée de la Cité de la musique.
Il alimente son activité de facture instrumentale au gré de ses activités de recherche musicologique et de recherche sur l’interprétation historiquement informée des œuvres de clarinette ancienne ; il fonde la « Sinfonie bohémienne », un ensemble permettant de jouer un répertoire plus vaste ouvert à d’autres instruments et aux voix, dont il est le directeur artistique. En 2012, cet ensemble présente le spectacle « La Ménagerie du Sultan » à la cité de la musique à Paris. Ce spectacle fait référence à  la maison de Alexandre Jean Joseph Le Riche de La Popelinière (1692-1762), à son salon musical et à son ouvrage Tableaux des mœurs du temps dans les diférents âges de la vie.
Il est chargé de conférence au Musée du Conservatoire National Supérieur de Musique de Paris. Il enseigne la clarinette ancienne au conservatoire du 9eme arrondissement de Paris. Il collabore en pédagogie musicale avec le Centre National de Documentation Pédagogique aux côtés de Michel Arrignon et Louis Sclavis.
Un film documentaire retrace ses travaux sur la reconstruction du cor de basset en sol de Stadler qui s'intitule "Mozart, L’énigme K 621b", produit par Kalamazoo International et réalisé par Thierry Nutchey, Olivier Julien et Thierry Houlette, diffusé par une quinzaine de chaines télévisuelles européennes et américaine; le film est élu Prix Spécial du Jury du Festival International du Film Musical de Prague en mai 1999.
Il a collaboré avec la revue Flûte  à  bec et instruments anciens.
Depuis 2003, il dispose d'un atelier de facture instrumentale au 2, rue Berthier, à Pantin.

## Publications
- Gilles Thomé, « Clarinettes anciennes : Gilles Thomé », Flûte à bec & instruments anciens, Association française pour la flûte à bec (A.F.F.B.), no 18,‎ juin 1986, p. 2-7 (lire en ligne [PDF]).

- Gilles Thomé, « La restauration des clarinettes anciennes », Flûte à bec & instruments anciens, Association française pour la flûte à bec (A.F.F.B.), no 29,‎ octobre 1989, p. 2-7 (lire en ligne [PDF]).

- Gilles Thomé, « La restauration des clarinettes anciennes (fin) », Flûte à bec & instruments anciens, Association française pour la flûte à bec (A.F.F.B.), no 30,‎ novembre 1989, p. 4-8 (lire en ligne [PDF]).

- Gilles Thomé, « La clarinette à cinq clefs », Flûte à bec & instruments anciens, Association française pour la flûte à bec (A.F.F.B.), no 31,‎ janvier 1990, p. 11-18 (lire en ligne [PDF]).

- Pierre Dutrieu, Jean-Marc Foltz, Gilles Swierc et Gilles Thomé, 10 ans avec la clarinette, Cité de la musique, coll. « 10 ans avec », octobre 2003, 122 p. (ISBN 9782914147149).

- Gilles Thomé, « La Ménagerie du Sultan », dans La Ménagerie du Sultan - Cycle Passions - Le désordre amoureux (note de programme), Paris, La cité de la musique, 16 septembre 2012 (lire en ligne [PDF]), p. 7-13

- Gilles Thomé, « Les «claren», «clarini» et «clarinet» dans les œuvres de Vivaldi », dans Antonio Vivaldi. Passato e Futuro (Pubblicazioni online), Venezia, Fondazione Giorgio Cini, 2007 (ISBN 978-88-96445-00-6, lire en ligne [PDF]), p. 381-393

## Arrangements
- Gabriel Fauré : Après un rêve op. 7 n° 1, arrangement pour clarinette en sib et piano par Gilles Thomé, éditions Alphonse Leduc

## Discographie
- Christoph Graupner, musique pour chalumeaux, avec Gilles Thomé, chalumeaux. (Disque VoxTemporis Productions / René Gailly International Productions)
  - Ouverture pour trois chalumeaux en do majeur
  - Ouverture pour deux chalumeaux et orchestre en fa majeur
  - Ouverture pour trois chalumeaux et orchestre en ré mineur
  - Trio pour basson, chalumeau et clavier

- Mozart, Divertimenti pour trois cors de basset, K 439b, avec L’Harmonie Bohémienne, dir. Gilles Thomé (label Disques Pierre Verany, PV[Combien ?], 1994)
  - Intégrale des trios pour trois cors de basset - Divertimenti n°1 à 5 K439b

- Vivaldi : Concerti con Molti Strumenti, chalumeaux & clarinettes intégrale, volume un. : concertos pour solistes divers (label Disques Pierre Verany, PV 796023, 1995)
  - Concerto en do majeur, Rv558 - Fxii/37 ,
  - Concerto funèbre en si bémol majeur, Rv579 - Fxii/12,
  - Concerto en do majeur, Rv555 - Fxii/23,
  - Concerto en do majeur, Rv560 - Fxii/1,
  - Concerto en do majeur, Rv559 - Fxii/2,
  - Concerto en do majeur "Per La Solennita Di S. Lorenzo", Rv556 - Fxii/14.

- Mozart : Une soirée chez les Jacquin par Gilles Thomé, clarinette, cor de basset en sol (2 CD, Zig Zag Territoires – ZZT2990701.2, 1999)[7]. Ce CD a été salué par la presse (Diapason d’or, Classica, Télérama…)
  - Esquisse du concerto pour cor de basset KV 621b en sol majeur
  - 6 notturni KV549,346,436,437,438,439
  - Trio des quilles KV 498 en mi bémol majeur
  - Sonate à 4 mains KV 512 en ut majeur
  - "Terzett "Liebes Mandel, wo ist's Bandel?" KV441
  - Esquisses pour clarinettes, cors de basset, basson
  - Canons "Ach zu kurz" KV228, Bona Nox KV 561

- Wolfgang Amadeus Mozart : Mozart au Mont-Saint-Michel, avec le Quatuor Galuppi, Gilles Thomé, Jean-Marc Goujon (label Arcandia Records – CDC 013, 2000)
  - Divertimento en fa majeur, K.138
  - Quintette pour clarinette et cordes en la majeur, K.581
  - Quatuor à cordes en sol majeur, K.80
  - Quatuor pour flûte et cordes en ré majeur, K.285